# Stenus mendax
Stenus mendax är en skalbaggsart som beskrevs av Thomas Casey. Stenus mendax ingår i släktet Stenus och familjen kortvingar. Inga underarter finns listade i Catalogue of Life.